# Niedalino (gromada)
Niedalino – dawna gromada, czyli najmniejsza jednostka podziału terytorialnego Polskiej Rzeczypospolitej Ludowej w latach 1954–1972.
Gromady, z gromadzkimi radami narodowymi (GRN) jako organami władzy najniższego stopnia na wsi, funkcjonowały od reformy reorganizującej administrację wiejską przeprowadzonej jesienią 1954 do momentu ich zniesienia z dniem 1 stycznia 1973, tym samym wypierając organizację gminną w latach 1954–1972.
Gromadę Niedalino z siedzibą GRN w Niedalinie utworzono – jako jedną z 8759 gromad na obszarze Polski – w powiecie koszalińskim w woj. koszalińskim na mocy uchwały nr 43/54 WRN w Koszalinie z dnia 5 października 1954. W skład jednostki weszły obszary dotychczasowych gromad Niedalino i Golica ze zniesionej gminy Świeszyno oraz obszary dotychczasowych gromad Zegrze Pomorskie, Kurozwęcz i Sieranie ze zniesionej gminy Krępa  w tymże powiecie. Dla gromady ustalono 12 członków gromadzkiej rady narodowej.
31 grudnia 1959 z gromady Niedalino wyłączono wieś Kurozwęcz, włączając ją do gromady Dargiń w tymże powiecie, po czym gromadę Niedalino zniesiono, a jej (pozostały) obszar włączono do gromady Świeszyno tamże.